# B.Y.O.B.
«B.Y.O.B.» (siglas de «Bring Your Own Bombs») es el primer sencillo del álbum Mezmerize, de la banda estadounidense System of a Down. Es una canción con alto contenido político y fue escrita en protesta por la guerra de Irak. La frase «why do they always send the poor?» («¿Por qué siempre envían a los pobres?») trata de destacar de la misma manera que hizo el director Michael Moore en su documental Fahrenheit 9/11 sobre el número significativo de soldados sirviendo en Irak que provienen de zonas pobres.
En los Estados Unidos se convirtió en el único sencillo de la banda en ingresar entre los cuarenta primeras posiciones del Billboard Hot 100 ubicándose en el número 27, mientras alcanzó la cuarta ubicación en las listas de música rock de Billboard, Modern Rock Tracks y Mainstream Rock Tracks respectivamente. Además, fue certificado de platino otorgado por la Recording Industry Association of America. Por su parte, en Australia escaló hasta el número 42.

## Vídeo musical

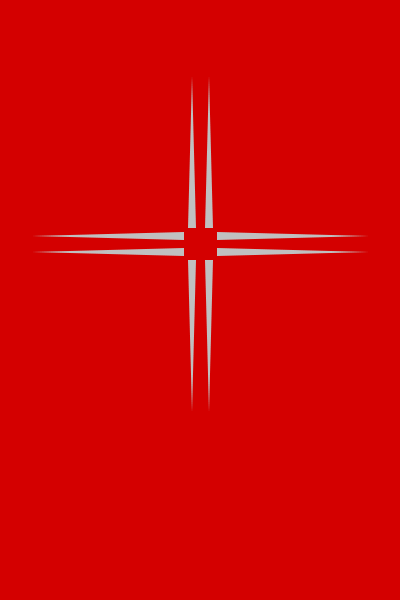
Bandera del ejército de soldados del vídeo musical de «B.Y.O.B.»

El vídeo musical estuvo dirigido por Jake Nava.

## Premios
La canción obtuvo el premio de "Mejor interpretación de Hard Rock" en la entrega de los Grammy en 2006.

## Videojuegos
La canción aparece en el videojuego Guitar Hero: World Tour, en Rock Band 2® y en el videojuego virtual Guitar Flash.

## Versión demo
La versión demo todavía se puede escuchar en Ghetto Blaster Rehearsals en donde se escucha a Casey Chaos como vocalista. En 2006, Casey Chaos recibió un certificado del Premio Grammy por la canción.

## Caso legal
Casey Chaos afirmó haber ayudado a escribir la canción en 2002 y que Malakian le había acreditado con un 2% de regalías. Reclamó ser merecedor de un mayor porcentaje, y posteriormente vendió una participación del 50% de la canción a Maxwood Music Ltd. Sin embargo, un tribunal de Manhattan dictaminó en 2010 que Malakian y Tankian eran los únicos compositores de la canción.

## Listado de canciones
| CD, Maxi-Single |                                |          |  |
| N.º             | Título                         | Duración |  |
| 1.              | «B.Y.O.B.» (versión censurada) | 4:19     |  |
| 2.              | «B.Y.O.B.» (versión explícita) | 4:17     |  |

| Vinyl, 7", Single |                               |          |  |
| N.º               | Título                        | Duración |  |
| 1.                | «B.Y.O.B.» (Explicit Version) | 4:17     |  |
| 2.                | «Cigaro»                      | 2:12     |  |

| CD, Maxi-Single |                                       |          |  |
| N.º             | Título                                | Duración |  |
| 1.              | «B.Y.O.B.» (Explicit Album Version)   | 4:18     |  |
| 2.              | «Forest» (Explicit Live Version)      | 5:12     |  |
| 3.              | «Prison Song» (Explicit Live Version) | 3:32     |  |
| 4.              | «Sugar» (Explicit Live Version)       | 4:01     |  |